# Jackpot (Nevada)
Jackpot es un lugar designado por el censo (en inglés, census-designated place, CDP) situado en el condado de Elko, Nevada, Estados Unidos. Según el censo de 2020, tiene una población de 855 habitantes.
Ubicado a menos de 1.6 km de la frontera con Idaho en la Ruta 93, ha sido por sus casinos un popular destino para residentes de Idaho y otros estados circundantes desde su fundación.
La localidad está situada aproximadamente a 75 km de Twin Falls, Idaho, una ciudad de aproximadamente 50 000 habitantes. Aunque oficialmente es parte del área micropolitana de Elko, Jackpot es a menudo considerada parte del área metropolitana de Twin Falls.
Además de la industria del juego, Jackpot tiene sus propias escuelas, campo de golf y una oficina postal.
Debido a que la economía de la localidad depende del sur de Idaho, se respeta extraoficialmente la zona horaria de montaña.
La localidad también cuenta con un dispensario de marihuana.

## Historia
Después de que Idaho prohibiera los casinos en 1954, "Cactus Pete" Piersanti y Don French mudaron sus operaciones con máquinas tragamonedas desde Idaho hasta el lugar que actualmente es Jackpot. Los establecimientos de juego de Piersanti y French fueron llamados "Cactus Pete's" y "The Horseshu Club" respectivamente. A Piersanti en particular se le atribuye la fundadción de Jackpot.
La administración de "Cactus Pete's" adquirió The Horseshu en 1964 para formar lo que pasaría a ser Ameristar Casinos.
El Cactus Petes Resort Casino y el Hotel y Casino Horseshu (que actualmente solo opera como hotel), así como el independiente Barton's Club 93, el Hotel y Casino Four Jacks y el Dotty's Casino, son la base de la economía local actualmente.

## Geografía
La localidad está ubicada en las coordenadas 41°58′46″N 114°39′53″O / 41.97944, -114.66472 (41.979455, -114.664598), a una elevación media de 1586 metros sobre el nivel del mar.
Está situada cerca del arroyo Salmon Falls y al norte de la montaña Middle Stack, en la cordillera Granite, al noreste de Nevada. Se encuentra a unos 80 km al norte del pueblo no incorporado de Jarbidge, Nevada, y del área protegida conocida como Jarbidge Wilderness.

## Atracciones
Jackpot tiene los siguientes hoteles y moteles con casinos:
- Barton's Club 93
- Cactus Petes Resort Casino
- Hotel y Casino Four Jacks
- Dotty's Casino

Los casinos del Hotel West Star y del Hotel y Casino Horseshu han sido cerrados, pero ambos establecimientos continúan operando como hoteles.
En 2005, Triad Resorts anunció planes de construir el Spanish Bit Resort and Casino, con un parque acuático interior y un centro de eventos, a 0.46 km² al sur de Jackpot. El proyecto se retrasó cuando el condado de Elko cometió un error al rezonificar el terreno para el proyecto. Anteriormente estaba programado para ser construido a fines de 2010 o principios de 2011, después de que los desarrolladores y los funcionarios del condado de Elko abordaran la rezonificación y otras inquietudes, pero no ha habido más noticias sobre el proyecto desde entonces.

## En la cultura popular
- Jackpot apareció en 2003 en un episodio de CSI: Crime Scene Investigation. Sin embargo, el episodio no fue filmado en el área.[13]
- La localidad aparece en el film de 1992 Roadside Prophets.